# Finali di Coppa del Mondo di sci di fondo
Le Finali di Coppa del Mondo di sci di fondo sono una competizione di sci di fondo, sia maschile sia femminile, che si svolge nel contesto della Coppa del Mondo a partire dalla stagione 2008-2009. La formula prevede che gli atleti in lizza disputino una serie di gare; la classifica finale delle Finali è stilata sommando i punteggi accumulati nella varie prove.
La classifica finale delle Finali vale come gara della Coppa del Mondo, il cui punteggio viene calcolato a partire da quello conseguito nelle Finali secondo un'apposita tabella di conversione.